# Гуляковський Євгеній Якович
Євге́ній Я́кович Гуляко́вський (29 серпня 1934 — 3 листопада 2017) — російський радянський письменник-фантаст. Член Спілки письменників Росії.

## Біографія
Євгеній Гуляковський народився 20 серпня 1934 року в Казані. Отримав дві вищі освіти: закінчив Казанський державний (1958) та Кишинівський університети. Після закінчення навчання працював за спеціальністю начальником пошукового геологічного загону у Північно-Східному Казахстані. Першими творами Гуляковського були пригодницькі розповіді про геологів, історико-пригодницькі розповіді («Украдена застава», 1962). Перша науково-фантастична публікація — «Помилка» (1964).
У 1968 році закінчив Вищі сценарні курси і став писати професійно. Одним з найвідоміших творів Гуляковського став «Сезон туманів», виданий уперше в 1979 році в періодичному виданні «Уральский следопыт», який присудив йому премію як найкращій публікації року. Роман став першим з радянських та російськомовних творів у жанрі космічного бойовика з елементами окультизму, і різко виділявся на загальному фоні радянської фантастики. Невдовзі він був перевиданий «Молодою гвардією» як окреме видання. Продовженням роману став «Довгий світанок на Енні» 1984 року, що так само належить до космічної фантастики про майбутнє.
Серед творів автора найбільш відомі також «Тінь Землі» (1989), «Чужі простори» (1994), «Ігри шостого круга» (1997), «Червоне зміщення» (1999), «Стратегія захоплення», «Зоряний міст», «Останній міраж», «Загублені серед зірок», «Чужа планета». Ці твори формують декілька циклів, пов'язаних між собою рядом подій чи спільною історією вигаданого світу.
Представник «молодогвардійської школи», тематика творів характерна для неї: героїка освоєння космосу, контакт, зустріч з екзотичними представниками позаземного життя.
За його сценаріями було знято декілька фільмів, зокрема «Над пустыней небо» і «Горная станция».
Своїм учителем вважає Івана Єфремова, захоплюється творами Станіслава Лема і Кліффорда Саймака. Заявку Гуляковського на вступ до Спілки письменників Росії розглядали 13 років.
У 1989–1991 рр. — Голова Ради з фантастики Спілки письменників РФ, у 1989–1991 рр. — член Ради Всесоюзного Творчого Об'єднання Молодих Письменників-Фантастів (ВТО МПФ) при видавництві «Молода гвардія», керівник ряду Всесоюзних семінарів молодих письменників-фантастів.
Проживав у Москві, співпрацював здебільшого з видавництвом ЭКСМО.

## Нагороди
- Лауреат Премії «Аеліта» 1998 за внесок в російську фантастику.
- Лауреат літературної премії імені І. А. Єфремова Спілки письменників Росії і Ради з Фантастичної та пригодницької літератури 2004 — «За видатний внесок у розвиток вітчизняної фантастичної літератури»[2]
- Лауреат премії «Лунная Радуга» 2004[3].